# 礪波護
礪波 護（となみ まもる、砺波 護、1937年〈昭和12年〉9月6日 - 2024年〈令和6年〉11月13日）は、日本の東洋史学者。三国時代から隋唐代の中国史が専門。恩師の宮崎市定をはじめとする東洋史学者についての論考も多数ある。京都大学名誉教授。京都大学人文科学研究所名誉所員。

## 経歴
出生から修学期
1937年（昭和12年）、大阪府（後に東大阪市）で生まれた。生家は浄土真宗大谷派の寺で、後年得度した。大阪府立八尾高等学校を経て、京都大学文学部史学科に入学。東洋史学を専攻して宮崎市定に師事、1960年に卒業。同大学院文学研究科東洋史学専攻に進み、1965年に博士課程を単位取得退学した。
東洋史研究者として
同1965年、京都大学人文科学研究所助手に採用された。1971年12月、神戸大学文学部助教授に就任。1975年に京都大学人文科学研究所助教授となり、1984年11月に教授昇格。1987年、学位論文『唐代政治社會史研究』を京都大学に提出して文学博士号を取得。
1993年より京都大学文学部史学科教授、1996年からは文学研究科教授。2000年からは文学研究科長兼文学部長を務めた。2001年に京都大学を退職し、名誉教授となった。その後は大谷大学文学部教授として教鞭をとった。2003年からは大谷大学文学部特別任用教授となり、大谷大学博物館館長。
2024年11月13日22時48分、虚血性心疾患のため、死去した。87歳没。死没日付をもって正四位に叙され、瑞宝中綬章を追贈された。

## 受賞・栄典
- 2024年：叙正四位瑞宝中綬章追贈。

## 研究内容・業績
専門は隋唐史。内藤湖南についての講演も多い。

## 著作
著書
- 『馮道 乱世の宰相』「中国人物叢書」人物往来社 1966
  - 中公文庫 1989、新版 2003
  - 法蔵館文庫 2024[6]
- 『唐代政治社会史研究』「東洋史研究叢刊 40」同朋舎 1986
- 『中国』(地域からの世界史 2・3) 朝日新聞社 1992
- 『唐の行政機構と官僚』中公文庫 1998[7]
- 『隋唐の仏教と国家』中公文庫 1999[7]
- 『唐宋の変革と官僚制』中公文庫 2011[7]
- 『京洛の学風』中央公論新社 2001[8]
- 『隋唐佛教文物史論考』法蔵館 2016
- 『隋唐都城財政史論考』法蔵館 2016
- 『敦煌から奈良・京都へ』法蔵館 2016[8]
- 『鏡鑑としての中国の歴史』法蔵館 2017
- 『文物に現れた北朝隋唐の仏教』法蔵館文庫 2023 [9]

中国語訳で刊行された書籍
- 『隋唐仏教文化』上海古籍出版社 2004

共編著
- 『隋唐帝国と古代朝鮮』(世界の歴史 6) 武田幸男共著、中央公論社 1997
  - 文庫化 中公文庫 2008
- 『京大東洋学の百年』藤井讓治共編、京都大学学術出版会 2002
- 『中国歴史研究入門』岸本美緒・杉山正明共編、名古屋大学出版会 2006
- 『日本にとって中国とは何か 中国の歴史 12』講談社 2005
  - 文庫化 講談社学術文庫 2021[10]

翻訳・校訂
- 『中国の科学と文明 第1巻 序篇』ジョセフ・ニーダム著、脇本繁・杉山二郎・田辺勝美共訳、思索社 1974
  - 新版 1991
- 『制度通』(全2巻) 伊藤東涯著、森華共校訂、平凡社東洋文庫 2006
  - 電子書籍 2022年

論文
- Cinii（礪波護）